# How Lisa Got Her Marge Back
How Lisa Got Her Marge Back, llamado Cómo Lisa recuperó a Marge en Hispanoamérica y Cómo Lisa recuperó su Marge en España, es un episodio perteneciente a la vigesimoséptima temporada de la serie animada Los Simpson, fue emitido originalmente el 10 de abril de 2016 en EE. UU.. El episodio fue escrito por Jeff Martin y dirigido por Bob Anderson.

## Recepción
How Lisa Got Her Marge Back obtuvo un índice de audiencia  de 1,2 Nielsen y fue visto por 2,55 millones de televidentes, siendo el segundo programa más visto de Fox esa noche, detrás de The Last Man on Earth.